# Marjun Syderbø Kjelnæs
Marjun Syderbø Kjelnæs (født 1974, opvokset i Thorshavn) er en færøsk digter, dramatiker og prosaist. Hun er forfatter til fjorten værker af forskellige genrer. Blandt disse er hendes tre digtsamlinger: Karmageitin (2022), Rót Tripp (2012) og Opna (2016). Hendes to teaterstykker Gentukamarið (2022) og Tóm Rúm (2014) er begge opført på den færøske nationalscene. Marjun har samarbejdet med sangerinden Eivør Pálsdóttir og DR Big Bandet på den musikalske komposition At the Heart of a Selkie. Blandt de sangtekste hun har skrevet for Eivør: Verð mín, Salt, Slør, Gullspunnin, Mánasegl, Stirdur saknur, The Swing. 
I 2010 udgav hun ungdomsromanen Skriva í sandin.
Hun har været nomineret til og har modtaget både nationale og internationale priser, og hendes værker er blevet oversat til de forskellige nordiske sprog samt engelsk, tysk og fransk.

## Baggrund og karriere
Marjun Syderbø Kjelnæs er opvokset i Tórshavn. Hun er uddannet sygeplejerske, og har en bachelor i sprog og litteratur. Hendes første novelle fra 2001, Kópakona, har bagrund i hendes daværende arbejde som sygeplejerske på afdeling B8 på Landssygehuset. Hendes første novellesamling, 'Ein farri av kolvetni, udkom i 2004.
I 2009 fik hun et tre-årigt arbejdslegat fra Mentanargrunnur Landsins (Færøernes Kulturfond), og året efter udgav hun ungdomsromanen Skrivað í sandin, der er oversat til flere andre sprog og som førte til flere priser og nomineringer.
I 2012 udgav hun sin første digtsamling med titlen Rót Trip på færøsk, hvor der leget med den dobbelte betydning af ordet "rót", som i færøsk udtale lyder som det engelske ord "Road", og den færøske betydning af ordet Rót, der betyder "rod" (f.eks. rodfrugt). Digtsamlingen er blevet oversat til norsk og engelsk.
I 2014 udkom hendes første teaterstykke Tóm rúm, der blev opført på Færøernes Nationalteater (Tjóðpallur Føroya), med skuespillerne Annika Johannessen, Hjálmar Dam, Annika Hoydal, Annfinnur Heinesen, Nicolaj Falck og Hans Tórgarð. Skuespillet blev instrueret af Eyðun Johannessen.
I november 2015 vandt Syderbø Kjelnæs en romankonkurrence, der blev udskrevet af Færøske Boghanderes Forening ved Færøernes Bogfestival i Nordens Hus i Tórshavn i november 2014. Vinderen blev annonceret ved Bogfestivalen i november 2015.
I 2016 udkom digtsamlingen Opna, der er udsprunget fra Kjelnæs' samarbejde med sangerinden Eivør Pálsdóttir. Kjelnæs skrev teksten til sangene i Eivørs album At the heart of a Selkie, der tager udgangspunkt i sagnet om sælkvinden (færøsk: Kópakonan), der er kendt på Færøerne, men som også kendes i forskellige versioner i flere andre lande. "Opna" er det færøske ord for en hunsæl, men kan også betyde en åben bog og det at åbne sig. At the heart of a Selkie blev fremført af Eivør Pálsdóttir og DR Big Bandet og DR Vokalensemble i Koncerthusets koncertsal i København og i Nordens Hus i Tórshavn.
Fra 2014 til 2017 samarbejdede Marjun Syderbø Kjelnæs med filminstruktøren Sakaris Stórá om en spillefilm, der foregår i en færøsk bygd. Filmen handler om to teenage piger, som kommer fra to vidt forskellige miljøer, og bliver veninder. Ester kommer fra en religiøs familie, Ragna kommer fra en familie med alkoholproblemer, de flytter til bygden, hvor Ragna bor, og de bliver veninder. Filmen udkom i 2017 med titlen Dreymar við havið (engelsk titel: Dreams by the Sea, dansk: Drømme ved havet). Kjelnæs har skrevet manuskriptet.
I 2020 udgav Kjelnæs ungdomsromanen "Sum rótskot", som har et meget aktuelt tema, fire unge fra Tórshavn kæmper for at sætte fokus på klimaforandringerne bl.a. ved at arrangere klimastrejke udenfor lagtinget. Samtidig kæmper en af pigerne, Miriam, med den arvelige sygdom cystisk fibrose, som er meget hård for lungerne. De tager sagen i egen hånd, men det får utilsigtede konsekvenser.
I 2022 udkom digtsamlingen Karmageitin, samt hendes andet teaterstykke Gentukamarið, der blev opført på Færøernes Nationalteater (Tjóðpallur Føroya), med skuespillerne Beinta Clothier, Bartal Augustinussen og Hans Tórgarð. Skuespillet blev instrueret af Anne Zacho Søgaard.

## Priser m.m.
- 2001 Listastevna Føroya, 2. pris
- 2002 Listastevna Føroya, 1. pris
- 2004 Legat fra den færøske fond Grunnur Thorvalds Poulsen av Steinum
- 2008 Vandt Barnamentanarheiðursløn Tórshavnar býráðs for børnebogsserien Hvør fjalir seg
- 2008 Vandt en pris ved en konkurrence i at skrive ungdomsnoveller.
- 2009 Fik tildelt 3-årig arbejdslegat fra Mentanargrunnur Landsins (Færøernes Kulturfond, oprettet af Færøernes Kulturministerium)
- 2011 White Raven fra Deutsche Jugendbibliothek for bogen Skriva í sandin
- 2011 Nordisk Børnebogspris fra Nordisk Skolebibliotekarforening for bogen Skriva í sandin[25]
- 2012 Nomineret til Vestnordisk Råds Børne- og Ungdomslitteraturpris for bogen Skriva í sandin
- 2013 Nomineret til Nordisk Råds børne- og ungdomslitteraturpris for bogen Skriva í sandin[26]
- 2015 Vandt romankonkurrencen Tann føroyska bókhandlaravirðislønin ( Den færøske boghandlerpris ), udskrevet af Færøernes Boghandleres Forening. Vinderen modtog 6700 euro samt udgivelsesaftale med Bókadeild Føroya Lærarafelags.[6]
- 2017 Vandt FMA pris i kategorien Bedste tekst (hun skrev teksten til At the Heart of a Selkie til Eivør Pálsdóttir og Peter Jensen & DR Big Band[27]
- 2020 Vandt Barnabókavirðisløn Tórshavnar býráðs for bogen Sum rótskot[28]
- 2021 Nomineret til Nordisk Råds børne- og ungdomslitteraturpris for bogen Sum rótskot
- 2021 Vandt FMA pris i kategorien Bedste tekst (Mánasegl)
- 2023 Nomineret til Nordisk Råds litteraturpris for digtsamlingen Karmageitin samt teaterstykket Gentukamarið

## References
1. ↑  Politiken.dk Dødsdrift og vanvid udfolder sig over en weekend i Tórshavn i ny ungdomsroman.
2. ↑  "BFL.fo (på færøsk)". Arkiveret fra originalen 22. september 2011. Hentet 28. december 2012.
3. ↑  Merkistein, Suni (26. november 2015). "Marjun hevur nógv jørn í eldinum" (færøsk). Kringvarp Føroya. Hentet 23. februar 2016.
4. 1 2  kvf.fo - In Mente, Marjun Syderbø Kjelnæs, 11. februar 2014
5. ↑  "portal.fo - Ummæli: Leikurin Tóm rúm er eitt satt bragd og vekir undran". Arkiveret fra originalen 6. marts 2016. Hentet 24. februar 2016.
6. 1 2  "farlit.fo - Foreign Rights Catalogue 2015 (side 35)" (PDF). Arkiveret fra originalen (PDF) 4. marts 2016. Hentet 24. februar 2016.
7. ↑  "Gaffa.dk - Eivør & DR Big Band & DR Vokalensemble - At the Heart of a Selkie". Arkiveret fra originalen 9. marts 2016. Hentet 24. februar 2016.
8. ↑  Vang, Sigmund (1. september 2017). "Friðleysar við havið". dimma.fo. Dimmalætting. Hentet 4. februar 2021.
9. ↑  in.fo - Sakaris ger nýggjan film Arkiveret 13. marts 2016 hos  Wayback Machine, skrevet af Danjal av Rana den 4. november 2014.
10. ↑  "Sum rótskot". bfl.fo. Bókadeildin. 13. august 2020. Arkiveret fra originalen 20. februar 2021. Hentet 4. februar 2021.
11. ↑  literaturtagezofingen.ch - Verena Stössinger – "Von Inseln weiss ich ..."
12. ↑  Aktuelt.fo Arkiveret 16. oktober 2013 hos  Wayback Machine Hvør fjalir seg í postkassanum
13. ↑  Forlagettorgard Arkiveret 15. september 2013 hos  Wayback Machine (Torgard)
14. ↑  "Bfl.fo, Marjun á fronskum". Arkiveret fra originalen 2. oktober 2013. Hentet 28. december 2012.
15. ↑  "Samlaget.no". Arkiveret fra originalen 27. april 2015. Hentet 22. februar 2016.
16. ↑  "Skrifa í sandinn" (islandsk). Arkiveret fra originalen 27. juni 2017. Hentet 23. februar 2016.
17. ↑  Listinblog.blogspot.dk Tíðindaskriv: Marjun Syderbø Kjelnæs – nýtt, flott avrik (på Færøsk)
18. ↑  "Sprotin.fo". Arkiveret fra originalen 23. februar 2014. Hentet 21. februar 2016.
19. ↑  "Snar.fo". Arkiveret fra originalen 2. marts 2016. Hentet 21. februar 2016.
20. ↑  "Tjodpallur.fo, Tóm rúm". Arkiveret fra originalen 28. februar 2014. Hentet 21. februar 2016.
21. ↑  Mikkelsen, Jonhard (25. januar 2016). "Úr duldum dýpum" (færøsk). Sprotin. Arkiveret fra originalen 3. februar 2016. Hentet 21. februar 2016.
22. ↑  "Opna (Pappírsbók)" (færøsk). Sprotin. Arkiveret fra originalen 3. februar 2016. Hentet 21. februar 2016.
23. ↑  portal.fo - Nýggj skaldsøga kemur út í dag Arkiveret 22. juni 2016 hos  Wayback Machine, 21. juni 2016
24. ↑  "Sum rótskot". Bókadeild Føroya Lærarafelags. Arkiveret fra originalen 20. februar 2021. Hentet 13. december 2020.
25. ↑  EMU.dk (Webside ikke længere tilgængelig) Nordisk Skolebibliotekarforening, Nordisk Børnebogspris 2011, Marjun Syderbø Kjelnæs, Færøerne
26. ↑  "Norden.org, De nominerede til Nordisk Råds børne- og ungdomslitteraturpris". Arkiveret fra originalen 6. november 2013. Hentet 5. november 2013.
27. ↑  Egholm, Sverri (11. marts 2017). "Yvirlit: Hesi vunnu FMA 2017". Portal.fo. Arkiveret fra originalen 12. marts 2017. Hentet 12. marts 2017.
28. ↑  "Lív, Jógvan, Hjalmar, Marjun og Rakel fáa mentanarvirðislønir Tórshavnar býráðs 2020". torshavn.fo. Tórshavnar kommuna. 8. oktober 2020. Arkiveret fra originalen 14. februar 2021. Hentet 4. februar 2021.

## Eksterne links
- Marjun S. Kjelnæs hos Forlaget Torgard Arkiveret 15. september 2013 hos  Wayback Machine